# The Dark Half
The Dark Half is een bovennatuurlijke thriller-horrorfilm uit 1993 onder regie van George A. Romero. Hij baseerde het verhaal hierin op dat uit Stephen Kings gelijknamige boek, in Nederland ook verschenen als De Duistere Kant. Centraal hierin staat een schrijver die afscheid probeert te nemen van een pseudoniem waaronder hij ook publiceerde. Dit vertoont overeenkomsten met Kings eigen loopbaan, waarin hij een aantal boeken uitbracht onder het pseudoniem Richard Bachman.
De filmversie van The Dark Half won op het Italiaanse Fantafestival de prijzen voor beste film, beste script en beste acteur (Timothy Hutton). Daarnaast werd de productie genomineerd voor de Saturn Awards voor beste horrorfilm, beste regisseur, beste grime en beste bijrolspeelster (Julie Harris).

## Inhoud

### Proloog
Het is 1968 wanneer de jonge Thaddeus 'Thad' Beaumont (Timothy Hutton) verhalen begint te schrijven op zijn nieuwe typemachine. Alleen wanneer hij dit doet, krijgt hij last van harde vogelgeluiden in zijn hoofd. Tijdens een hersenoperatie komen de doktoren erachter dat Thad eigenlijk één helft van een tweeling is. Zijn potentiële broer is nooit volgroeid in de baarmoeder en zijn bouwstoffen zijn grotendeels door Thad gebruikt tijdens de zwangerschap. De chirurgen vinden in zijn schedel de resten van ogen, tanden en neusvleugels van zijn nooit geboren broer. Na de verwijdering hiervan is hij verlost van zijn kwalen.

### Verhaal
Er zijn 23 jaar voorbijgegaan en Thad is getrouwd met Elizabeth 'Liz' Beaumont (Amy Madigan), met wie hij samen met hun twee kleine kinderen Wendy en William in Castle Rock woont. Hij geeft les in het schrijven van verhalen. Na één zo'n les wordt hij in het klaslokaal benaderd door toehoorder Fred Clawson (Robert Joy). Hij vraagt om een handtekening op een boek. Dit is volgens de omslag alleen geschreven door George Stark, niet door Thad. Clawson vertelt hem dat hij Thads geheim weet, dat hij ook publiceert onder een pseudoniem. Zijn literaire schrijfsels zijn ooit met de grond gelijk gemaakt, waarop hij pulpverhalen is gaan schrijven over een gewelddadige, stoere en macho antiheld, maar dan onder een schuilnaam om zijn literaire reputatie erbuiten te houden. Deze verhalen verkochten niettemin als een trein en werden vervolgens de hoeksteen van Thads schrijfloopbaan.
Clawson wil zwijggeld, maar Thads uitgevers Miriam (Rutanya Alda) en Rick Cowley (Tom Mardirosian) willen niet dat hij daar aan toegeeft. In plaats daarvan willen ze dat hij zelf de waarheid over zijn pseudoniem naar buiten brengt. Zij zorgen er dan voor dat hij in allerlei publicaties en praatprogramma's terechtkan om hier een groot commercieel spektakel van te maken. Thad stemt toe, geeft uitgebreid interviews over hoe 'George Stark' ooit ontstond en laat in het bijzijn van een journalist en een fotograaf een nepgrafsteen plaatsen waaronder Stark vanaf dat moment figuurlijk begraven ligt.
Nadat hij afscheid heeft genomen van zijn pseudoniem, merkt Thad dat hij eraan moet wennen dat dit er niet meer is. Zijn echtgenote vertelt hem ook dat hij tijdens het schrijven van George Stark-boeken een heel andere persoonlijkheid leek te hebben, vooral ongeduldiger en agressiever. Dan wordt Homer Gamache (Glenn Colerider) vermoord gevonden, de fotograaf van de nepgrafsteen. Sheriff Alan Pangborn (Michael Rooker) komt Thad dit vertellen, maar ook dat hij de hoofdverdachte is hiervan. Zijn vingerafdrukken zijn gevonden in het bloed in Gamaches auto. Thad denkt te weten dat hij hier niets mee te maken heeft, maar twijfelt toch omdat hij de laatste tijd last heeft van black-outs. Dan wordt uitgeefster Miriam vermoord terwijl ze Thad aan de telefoon heeft. Wanneer sheriff Pangborn hem hiervan op de hoogte komt brengen, heeft hij tijdens een van zijn black-outs net The sparrows are flying again ('de mussen vliegen weer') op een papier geschreven. Exat dezelfde woorden blijken met Miriams bloed op haar muur geschreven.
Terwijl de vervolgens een na de andere betrokkene bij het begraven van Thads synoniem gewelddadig om het leven komt, kan sheriff Pangborn zich bijna niet meer aan de indruk onttrekken dat Thad de seriemoordenaar is. Hijzelf weet niettemin dat zijn duistere kant George Stark (ook gespeeld door Hutton) tot leven is gekomen en vecht voor zijn voortbestaan. Deze belt Thad op om te eisen dat hij aan een volgend boek over hem begint. Anders stopt hij niet met moorden. Hij kan Thad niets doen, omdat hij dan zelf ook ophoudt te bestaan, maar wel diens vrouw en kinderen. Telkens wanneer de auteur stopt met over hem schrijven, begint hij langzaam te ontbinden. Daarom wil hij dat Thad het hem in een nieuw boek mogelijk maakt om de rollen om te draaien, zodat hij door kan leven en Thad langzaam zal vergaan als Stark dat wenst.

## Rolverdeling
| Acteur            | Personage                    |
| ----------------- | ---------------------------- |
| Timothy Hutton    | Thad Beaumont / George Stark |
| Amy Madigan       | Liz Beaumont                 |
| Michael Rooker    | Alan Pangborn                |
| Julie Harris      | Reggie Delesseps             |
| Robert Joy        | Fred Clawson                 |
| Kent Broadhurst   | Mike Donaldson               |
| Beth Grant        | Shayla Beaumont              |
| Rutanya Alda      | Miriam Cowley                |
| Tom Mardirosian   | Rick Cowley                  |
| Larry John Meyers | Dr. Pritchard                |
| Patrick Brannan   | Young Thad Beaumont          |
| Sarah Parker      | Wendy & William Beaumont     |
| Elizabeth Parker  | Wendy & William Beaumont     |

## Trivia
- Digger Holt was Royal Dano's laatste rol voor zijn overlijden.
- Clawson benadert Thad met het George Stark waarvan Thad vervolgens zegt dat hij dit niet schreef. De foto van de auteur op dat boek is er een van Stephen King.
- De zwermen 'mussen' in de film bestonden in realiteit uit bandvinken.